# ロバート・ポーター・パターソン
ロバート・ポーター・パターソン（Robert Porter Patterson、1891年2月12日 - 1952年1月22日）は、アメリカ合衆国の政治家。民主党を支持し、ハリー・トルーマン政権において第55代アメリカ合衆国陸軍長官を務めた。

## 生い立ちと初期の経歴
1891年2月12日、パターソンはニューヨーク州グレンズフォールズに誕生した。パターソンは1912年にニューヨーク州のユニオン大学を卒業し、続いて1915年にハーバード・ロー・スクールで法律の学位を取得した。パターソンはニューヨーク市内で弁護士業となり、エリフ・ルートの法律事務所で働いた。

## 第一次世界大戦
1916年、パターソンは志願兵としてニューヨーク州第7連隊に所属し、米墨国境での活動に加わった。1917年、パターソンは少尉として、ニューヨーク州プラッツバーグの予備役将校訓練キャンプでの訓練に参加した。パターソンは第一次世界大戦中、アメリカ陸軍の活動に従事した。パターソンは最終的に少佐まで昇進した。パターソンはフランスへ派遣され、アメリカ海外派遣軍の第306歩兵連隊に所属した、1918年、パターソンはフランスでの英雄的行動を評価され、殊勲十字章を受章した。
第一次世界大戦終戦後、パターソンは弁護士業に復帰した。パターソンはニューヨーク市内で法律事務所を設立し、成功を収めた。

## 法律職
1930年、ハーバート・フーヴァー大統領はパターソンをニューヨーク州南部地区担当の連邦地方判事に任命した。1939年、フランクリン・ルーズベルト大統領はパターソンを連邦第2巡回区控訴裁判所の判事に昇任させた。パターソンはラーニッド・ハンド、オーガスタス・ノウブル・ハンド、トマス・スワンらとともに判事職を務めた。

## 陸軍省での活動

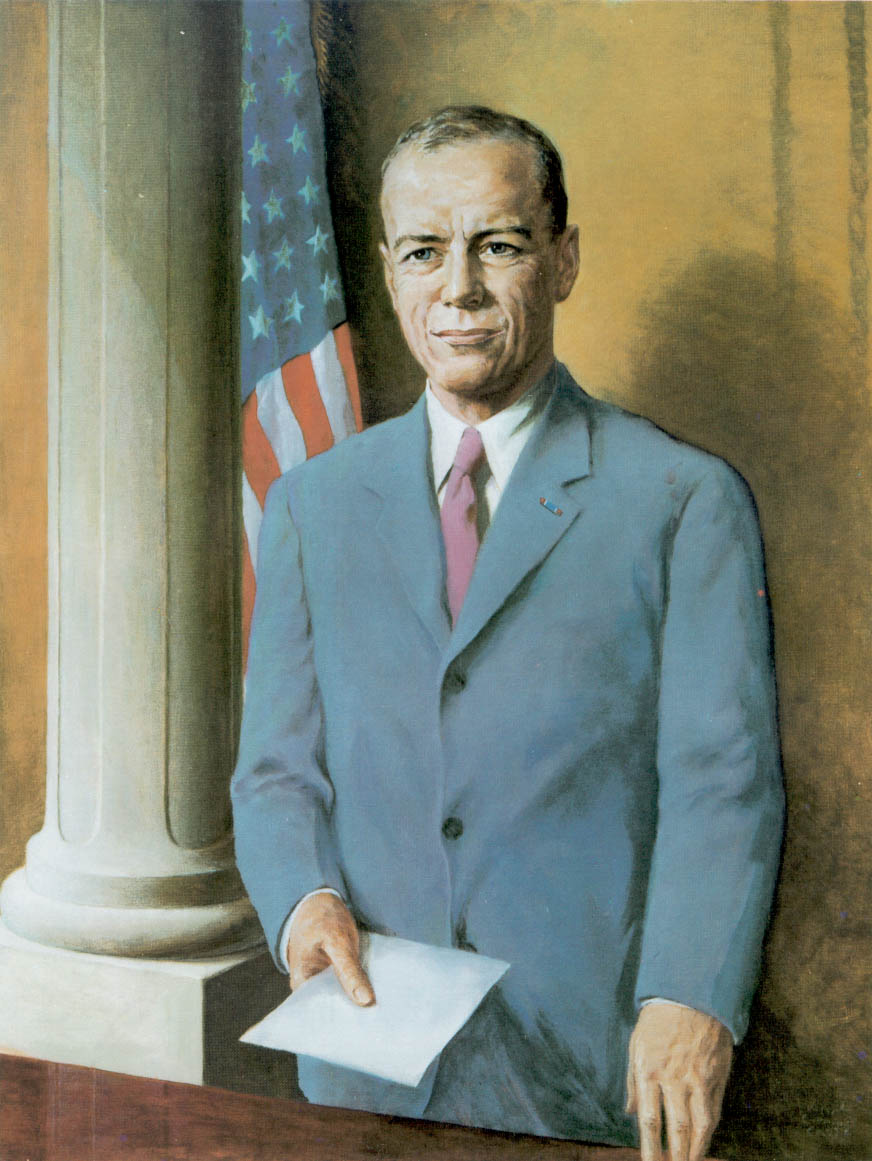
陸軍長官時代の肖像画

1940年7月、パターソンは15ヶ月間の控訴裁判事職を退き、ルーズベルト大統領により陸軍次官補に任ぜられた。パターソンは1940年12月に陸軍次官に昇任した。パターソンは軍用品の製造および調達に関する権限を委任された。パターソンは陸軍組織の代表として軍需生産委員会、軍事要員委員会、生産集約委員会に出席した。
政権がハリー・トルーマンに移った後の1945年9月、パターソンは陸軍長官に昇任した。パターソンは陸軍と海軍の国軍組織を統合し、1人の行政長官によって統括することを主張した。この提案は1947年の国家安全保障法によって実現した。ただし、彼は、国防長官になるのは辞退し、陸軍長官からも退任した。パターソンは国軍における人種差別廃止に関与し、第二次世界大戦末期にはアラバマ州タスキーギにおいてアフリカ系アメリカ人の兵士養成を指示した。
パターソンは1947年に弁護士業に復帰した。トルーマン大統領はパターソンに対して控訴裁判事職への復帰を打診したが、パターソンはそれを辞退した。

## 晩年
パターソンはニューヨーク市弁護士協会の会長、および外交諮問会議の議長を務めた。1952年1月22日、パターソンは顧客との面会に向かうため、ニューヨーク州のバッファロー空港からニュージャージー州のニューアーク空港へ向かうアメリカン航空6780便に搭乗した。アメリカン航空6780便は着陸のための最終進入中、深い降下姿勢となり、ニュージャージー州エリザベス近郊に墜落した。この事故によりパターソンは死亡した。パターソンの遺体はアーリントン国立墓地の第30セクションに埋葬された。